# Der Schatz von Fidschi
Der Schatz von Fidschi (Originaltitel: Pirate Islands: The Lost Treasure of Fiji) ist eine australische Jugendserie und die Fortsetzung der Serie Die Pirateninsel.
Die Fortsetzung entstand im Jahre 2006 und besteht aus 13 Folgen, allerdings kehrte keiner der Originalschauspieler zur Serie zurück. Bekanntester Darsteller der Serie ist John Noble als Pirat Blackheart, daneben spielt Saskia Burmeister eine Hauptrolle. Der Schatz von Fidschi wurde in Deutschland im ZDF und im KIKA ausgestrahlt, außerdem lief sie im Pay-TV-Sender "Boomerang".
Die Serie ist auch auf DVD erschienen.

## Handlung
Computerspielfans aus aller Welt treffen sich zur Veröffentlichung eines neuen Spieles. Der Jugendliche Tyler ist mit seinem Bruder von The Lost Treasure Of Fiji begeistert; plötzlich jedoch ist der Bruder verschwunden, und eine Suche in der digitalen Welt, in der Piraten und tropische Naturerscheinungen nicht nur freundlicher Art plötzlich real werden, muss beendet werden, bevor das Spiel vorüber ist.

## Folgen
1. Das Spiel beginnt
2. Die Schatzkarte
3. Des Rätsels Lösung
4. Tyler in Gefahr
5. Lügen und Geheimnisse
6. Der Giftanschlag
7. Der Wald der Gefahren
8. Piratenreue
9. Der Wettkampf
10. Doppeltes Spiel
11. Der Zorn der Götter
12. Der Reichsapfel des Osiris
13. Das Spiel ist aus